# Natalie Amiri

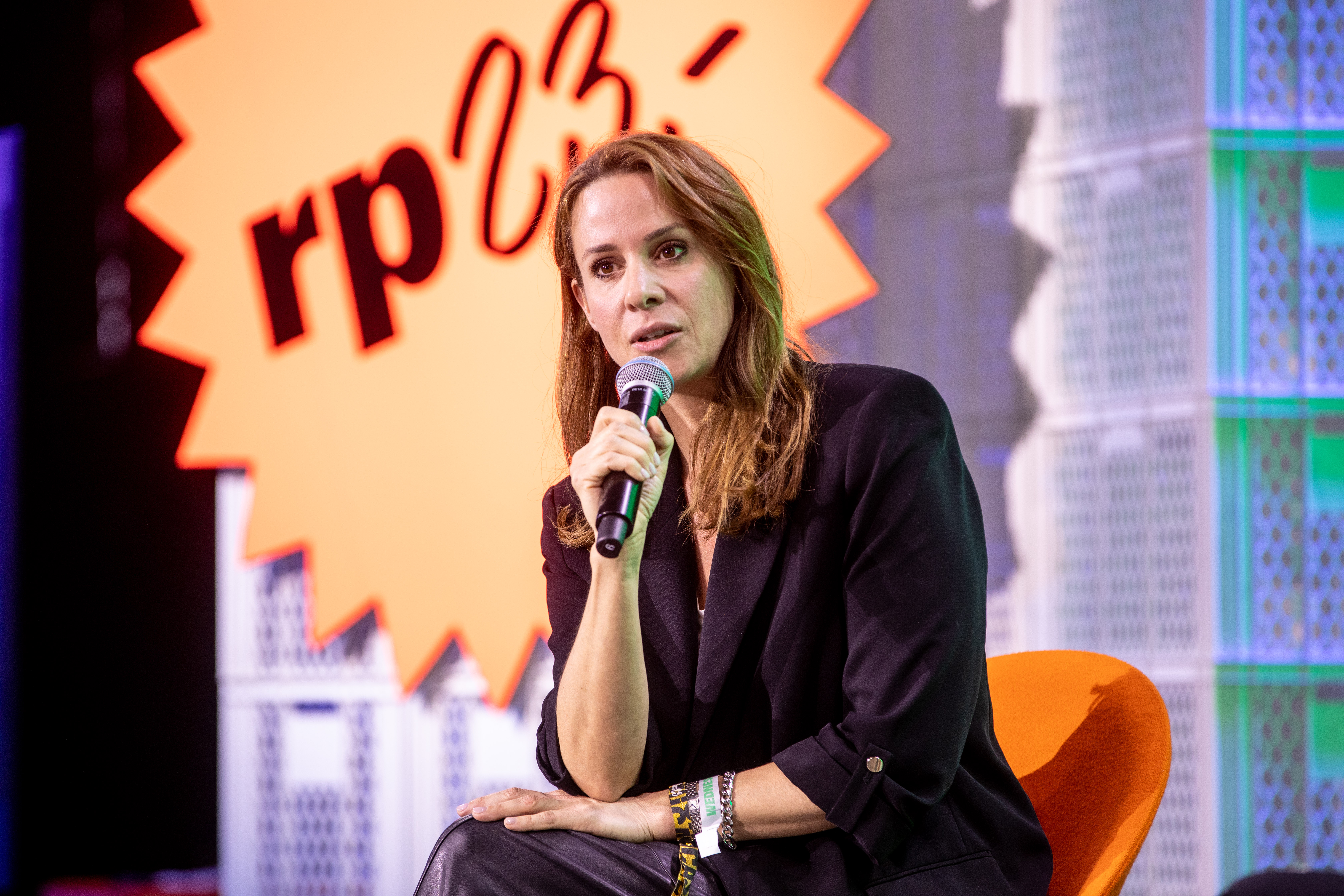
Natalie Amiri (2023)

Natalie Amiri (persisch ناتالی امیری; * 11. Juli 1978 in München) ist eine deutsch-iranische Journalistin, Fernsehmoderatorin, Diplom-Orientalistin und Buchautorin. Seit 2014 moderiert sie den Weltspiegel aus München, außerdem das BR-Europa-Magazin euroblick. Sie leitete von 2015 bis 2020 das ARD-Studio in Teheran. Seit 2024 arbeitet sie in Vertretung für das ARD-Studio in Tel Aviv.

## Leben
Natalie Amiri ist als Tochter der Deutschen Ellen Amiri und des Iraners Roohollah Amiri in München geboren und aufgewachsen. Ihr aus Yazd stammender Vater kam 1965 aus Iran nach Deutschland, um als Teppichexperte in Stuttgart zu arbeiten, und eröffnete später in München nahe des Isartors ein eigenes Teppichgeschäft. Sie hat eine zwei Jahre jüngere Schwester namens Jasmin. 
Erstmals 1982, während des Ersten Golfkriegs, begleitete Natalie Amiri ihre Mutter und ihre Schwester auf einer Reise nach Iran. 1985 konvertierten die drei Frauen zum Katholizismus. Während ihrer Schulzeit, die sie an einer Waldorfschule verbrachte, lebte Amiri fünf Monate in Los Angeles bei einer aus Iran stammenden jüdischen Familie.
Im Jahr 1996 absolvierte Amiri ein Praktikum in einem Krankenhaus in Teheran. Kurz nach dem Bestehen des Abiturs in München, das sie als externe Bewerberin ablegte, reiste sie 1998 erneut nach Teheran und erhielt dort die Zusage für ein Praktikum bei der von dem Reformer Maschollah Schamsolwaezin (* 1957) herausgegebenen Zeitung Asr-e Azadegan (persisch عصر آزادگان, DMG ʻAṣr-e āzādegān, ‚Das Zeitalter der Befreiten‘) und arbeitete mit namhaften Journalisten wie Akbar Gandschi, Ebrahim Nabavi, Massoud Behnoud (* 1946) und Hossein Derakhshan zusammen, die bis zum Verbot der Zeitung im Jahr 2000 für diese tätig waren.
Amiri studierte ab 1999 Orientalistik und Islamwissenschaft mit dem Schwerpunkt Iranistik (bei Professor Bert Fragner) an der Otto-Friedrich-Universität Bamberg, verbrachte mit einem Stipendium des Deutschen Akademischen Austauschdienstes je ein Auslandssemester an den Universitäten von Teheran (ab September 2001) und Damaskus und schloss das Studium im Mai 2005 als Diplom-Orientalistin ab. Anschließend arbeitete sie zwei Jahre in der Presse- und Politikabteilung der deutschen Botschaft in Teheran. Ab 2007 berichtete sie als Korrespondentin aus dem ARD-Studio Teheran, wo der deutsche Fernsehjournalist Peter Mezger ihr journalistischer Mentor war.
Im Juli 2011 kehrte Amiri nach Deutschland zurück und war fortan als freie Journalistin in der ARD für die Sendungen Tagesthemen, wo sie auch die Politik des türkischen Präsidenten Erdoğan immer wieder kritisierte, Tagesschau, ARD-Morgenmagazin, ARD-Mittagsmagazin sowie die Fernseh- bzw. Hörfunksender Phoenix, Tagesschau24, Deutsche Welle, Deutschlandradio und verschiedene ARD-Anstalten tätig.
Am 30. März 2014 übernahm Amiri von Bernhard Wabnitz den Moderatorenplatz des Bayerischen Rundfunks (BR) beim Weltspiegel im Fernsehprogramm Das Erste. Seit demselben Jahr moderiert sie auch das Europamagazin des BR, Euroblick und kommentiert seit 2017 für den BR zudem regelmäßig aktuelle Themen in den Tagesthemen. 2015 wurde sie als Autorin von Die Story im Ersten: Tod vor Lampedusa – Europas Sündenfall für den 9. Marler Medienpreis Menschenrechte von Amnesty International nominiert.

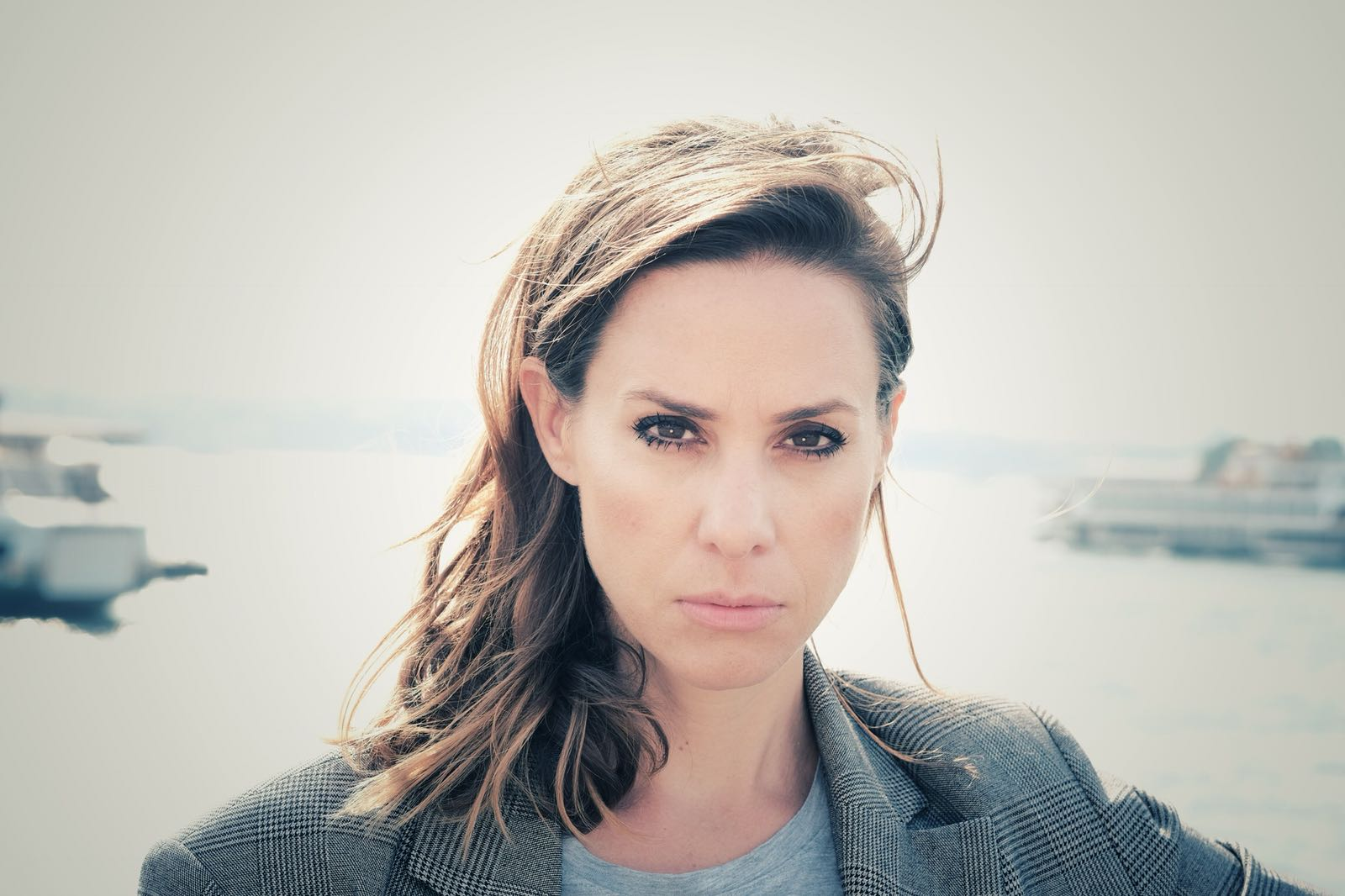
Natalie Amiri (2018)

Im Jahr 2018 war sie für ihre Reportage Verschwunden in Deutschland – Auf der Suche nach vermissten Flüchtlingsjungen für den Grimme-Preis nominiert.
Zum 1. Mai 2020 gab Amiri die Leitung des Teheraner ARD-Studios ab, die sie seit Juni 2015 innehatte, da eine sie betreffende Reisewarnung des Auswärtigen Amtes vorlag. Ihre Nachfolgerin ist Katharina Willinger. Das Auswärtige Amt befürchtete bereits im Sommer 2019, dass Amiri, die aus Teheran auch über Hinrichtungen, Drogenkonsum, für ihre Rechte kämpfende Frauen und afghanische, von Iran nach Syrien geschickte Söldner berichtete, als politische Geisel genommen werden könnte, um sie als Druckmittel gegenüber der deutschen Regierung einzusetzen. In einem Interview mit dem Fernsehmagazin Zapp erklärte Amiri, mehrfach in Iran verhaftet und verhört worden zu sein, und sie dürfe nicht mehr in die Islamische Republik Iran einreisen. Einer 2010 mit Drohungen verbundenen Aufforderung zur Zusammenarbeit seitens vom Ministerium für Kultur und islamische Führung autorisierten Personen folgte sie nicht. In einem Interview mit der Abendzeitung gab sie an, dass der iranische Geheimdienst versucht habe, sie als Spionin anzuwerben.
In ihrem im Dezember 2020 fertiggestellten Buch Zwischen den Welten. Von Macht und Ohnmacht im Iran schreibt sie als Fazit ihrer Berufsjahre in Teheran: „Ich kenne in der gesamten islamischen Welt keine so unislamische Gesellschaft wie die des Iran.“

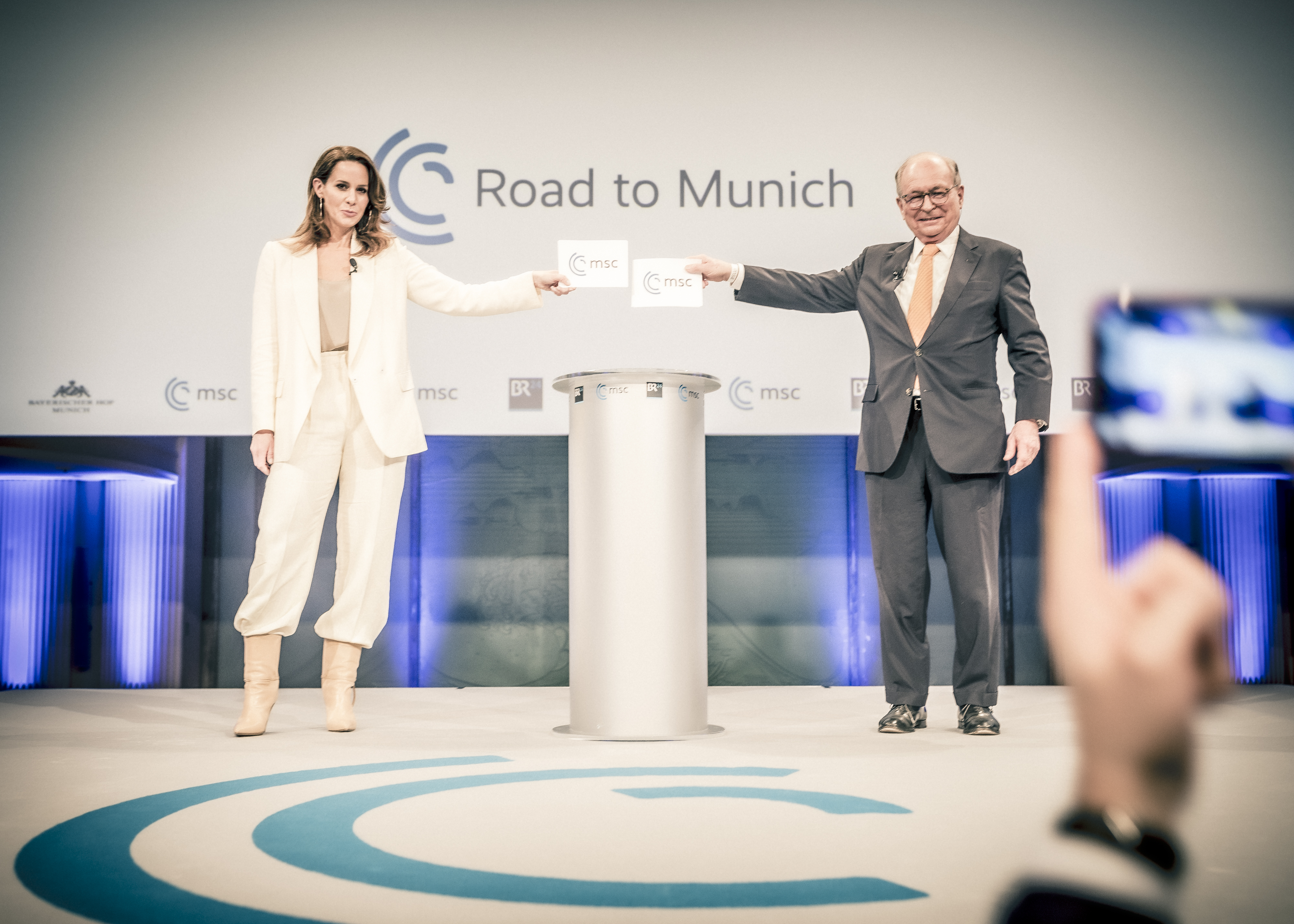
Natalie Amiri und Wolfgang Ischinger bei der Münchner Sicherheitskonferenz (2021)

Amiri moderierte zusammen mit dem Vorsitzenden der Münchner Sicherheitskonferenz (MSC), Wolfgang Ischinger, am 19. Februar 2021 die Beyond Westlessness: Renewing Transatlantic Cooperation, Meeting Global Challenges betitelte MSC-Spezialausgabe 2021. 
Auf den Medientagen München 2021 äußerte sie in einem Interview mit dem Bayerischen Rundfunk, dass die Straßen in Afghanistan nach der Übernahme der Regierungsgewalt durch die Taliban sicherer geworden seien, Kriminalität und mafiöse Strukturen seien zerschlagen worden.

## Privates
Neben Deutsch und Persisch spricht die in München lebende Amiri Englisch, Französisch und Arabisch.
Natalie Amiri war mit einem Deutschen verheiratet und hieß bis 2019 Natalie Durst. Sie zog ihren 2003 geborenen Sohn Kian alleinerziehend auf. Von 2017 bis 2020 war der Sportreporter und Filmemacher Robert Hunke ihr Lebensgefährte.

## Auszeichnungen
Mit Interviews und Reportagen, unter anderem mit der 30-minütigen ARD-Reportage Die Terrorfront in Syrien wurde Amiri einer größeren Öffentlichkeit bekannt. Für ihren Fernsehbeitrag Tod vor Lampedusa – Europas Sündenfall, der in der ARD am 6. Oktober 2014 ausgestrahlt wurde, wurde sie gemeinsam mit Ellen Trapp mit dem Katholischen Medienpreis 2015 in der Kategorie „Elektronische Medien“ ausgezeichnet. 2018 gewann sie den Kindernothilfe-Medienpreis für ihren Beitrag Verschwunden in Deutschland – Auf der Suche nach vermissten Flüchtlingsjungen. Für die Berichterstattung aus Iran war Amiri für den deutschen Fernsehpreis 2019 in der Kategorie „Beste Information: Auslandsreporter“ nominiert. Für ein 2019 für den ARD-Weltspiegel veröffentlichtes Filmporträt über drei iranische Frauen (Großmutter, Mutter und Tochter), darunter der jungen Frau Reihaneh, die ein Musikvideo mit dem Song Happy (Pharrell-Williams-Lied) mitgedreht hatte, wurde ihr für einige Monate die Pressekarte entzogen. Im Februar 2020 würdigte das Medium Magazin Amiri als eine der zehn besten politischen Journalisten und sie erhielt für ihre Berichterstattung über den Konflikt zwischen den Vereinigten Staaten und Iran einen Preis als „beste Politik-Journalistin des Jahres“ sowie für ihre vermittelnde Rolle als ARD-Korrespondentin und Moderatorin des Weltspiegels.
Im Jahre 2021 zeichnete sie das Medium Magazin mit dem ersten Platz und damit als beste Politik-Journalistin des Landes aus. Die Begründung der Jury lautet: „Amiri berichtet professionell und kenntnisreich aus Krisenstaaten wie Afghanistan und Syrien. Mit Empathie, aber kritischem Blick auf die Regierungen zeichnet sie ein anschauliches und realistisches Bild dieser Länder. Ihr Buch ‚Zwischen den Welten‘, über ihre Erfahrungen in Iran, wurde 2021 zum Bestseller. Mit ihrer unermüdlichen Arbeit trägt sie dazu bei, dass die Krisenregionen dieser Welt nicht vergessen werden.“
2022 erhielt die Autorin und Journalistin den Publizistikpreis der Landeshauptstadt München. Im selben Jahr zeichnete sie die Jury des Nachrichtenmagazins Focus als eine der 100 Frauen des Jahres, die 2022 besonders inspiriert haben, aus. Zu Beginn des Jahres 2023 wurde Amiri mit dem Kasseler Glas der Vernunft ausgezeichnet. Als Begründung nennt die Findungskommission: „Sie beweist bei der Recherche viel Mut und schafft es, über das Erzählen von menschlichen Schicksalen, die Protestbewegung in Iran dem deutschen Publikum nahezubringen“. Für ihren Einsatz um das Gemeinwohl erhielt sie am 29. Februar 2024 den Bayerischen Verfassungsorden verliehen.
2024 wurde sie mit dem Dr. Karl Renner Solidaritätspreis ausgezeichnet. Ebenfalls 2024 wurde sie durch das Medium Magazin ausgezeichnet als Journalistin des Jahres in der Kategorie „Politik“.

## Publikationen (Auswahl)
- Zwischen den Welten. Von Macht und Ohnmacht im Iran. Aufbau, Berlin 2021, ISBN 978-3-351-03880-9; Taschenbuchausgabe ebenda 2022, ISBN 978-3-7466-4030-3.
- Afghanistan. Unbesiegter Verlierer. Aufbau, Berlin 2022, ISBN 978-3-351-03963-9.
- Der verborgene Schatz. Arte-Dokumentation, 2017.[40][41]
- Die mutigen Frauen Irans: Wir haben keine Angst! Elisabeth Sandmann Verlag, München 2023, ISBN 3949582207; ISBN 978-3949582202.